# ハナムグラ
ハナムグラ（学名：Galium tokyoense）は、アカネ科アカネ亜科ヤエムグラ属の多年草。

## 特徴
茎は横に広がって枝分かれし、斜上し、長さは30-60cmになる。茎に4稜があり、稜上には下向きの刺状毛が著しく生える。葉は4-6個が輪生し、各輪が隔たって茎につく。葉身は長さ1-3cm、幅3-7mm、倒披針形または狭長楕円形で、先は円頭でわずかにへこむことがあり、先端はごく短くとがり、縁に下向きの刺状毛が生える。葉の裏面の中央葉脈にも下向きの刺状毛が生える。輪生する葉は、対生する本来の2個の葉と、残りの2個の、葉と同形の托葉となる。
花期は5-7月。茎上部と葉腋から側枝を出し、不規則な2-4回2出集散花序がつき、多数の白色の花をつける。花序には長楕円形の苞片がある。小花柄は長さ1-3mmで細い。花冠は杯形で、径2mm、先は4裂し、裂片は卵状三角形で長さ約1.5mmになる。 雄蕊は4個あり、子房は2室に分かれ、各室に1個の胚珠がある。果実は2個の分果からなり、各分果に1個の種子がある。分果は楕円球で、長径約2mmあり、表面は平滑無毛または微突起がある。

## 分布と生育環境
日本では、東北地方南部、関東地方、中部地方にまれに見られ、河畔の低湿地、河川とつながった沼岸の湿った草原に生育する。利根川では、氾濫原に生育するので、花が咲く頃は泥水をかぶって葉が白く汚れていることが多いという。世界では、朝鮮半島、中国大陸（東北部）に分布する。

## 名前の由来
和名ハナムグラは牧野富太郎による命名。『新分類 牧野日本植物図鑑』によると、「ハナムグラはこの種類の白花が著しく目立ち美しいのにちなんで筆者（牧野）が名付けた」とある。ムグラ（葎）は、草むら、藪の意味がある。
種小名（種形容語）tokyoense は、「東京産の」の意味。新種記載も牧野 (1903) によるもので、牧野自身が東京府南葛飾郡小岩村などで採集した標本をタイプとして、記載発表された。

## 保全状況評価
絶滅危惧II類 (VU)（環境省レッドリスト）
（2019年、環境省）

2000年レッドデータブックまでは絶滅危惧IB類。

## ギャラリー

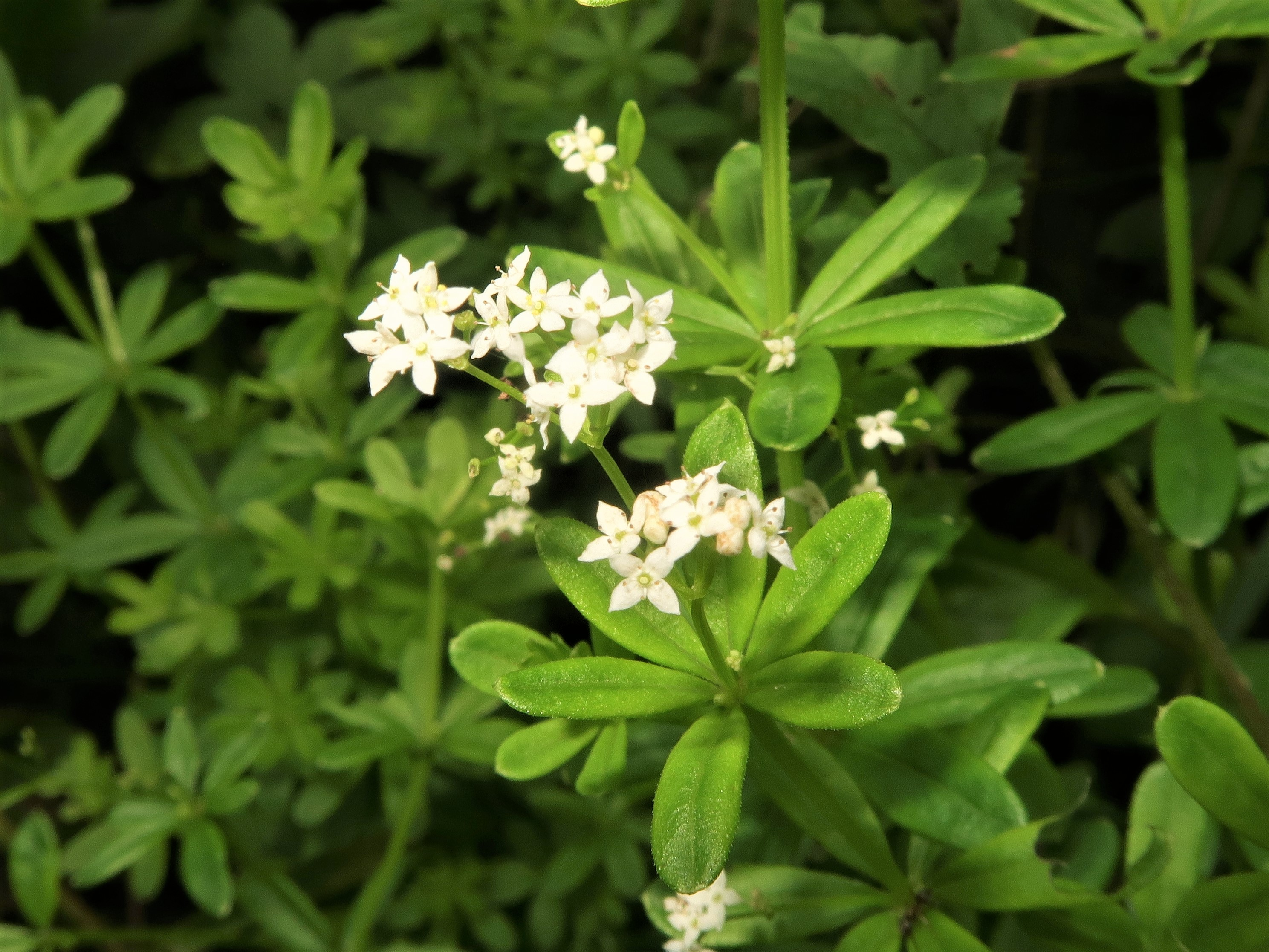
花冠は杯形で、白色。先は4裂し、裂片は卵状三角形になる。
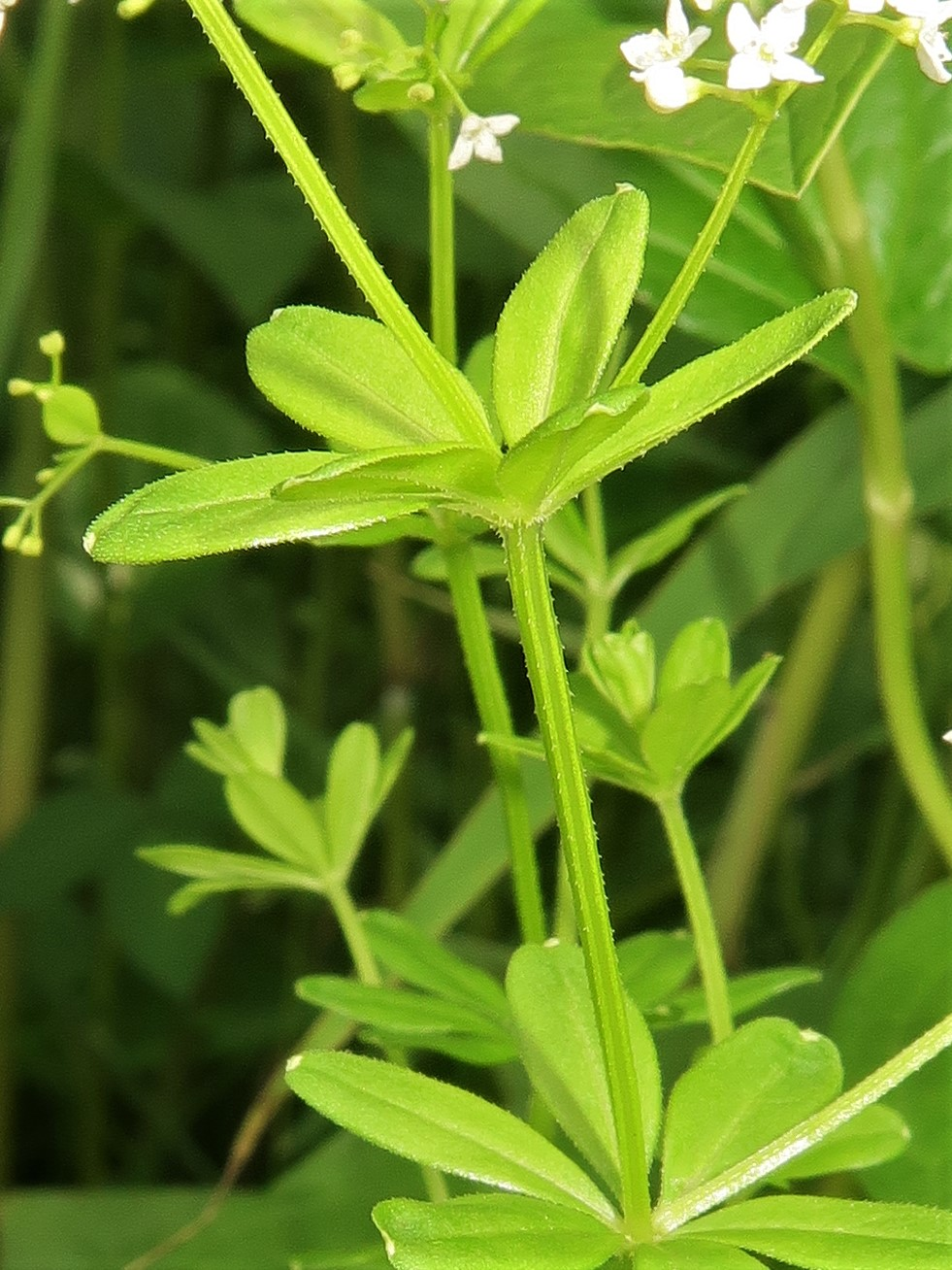
茎の稜上、葉の縁、葉裏面の中央葉脈に下向きの刺状毛がある。
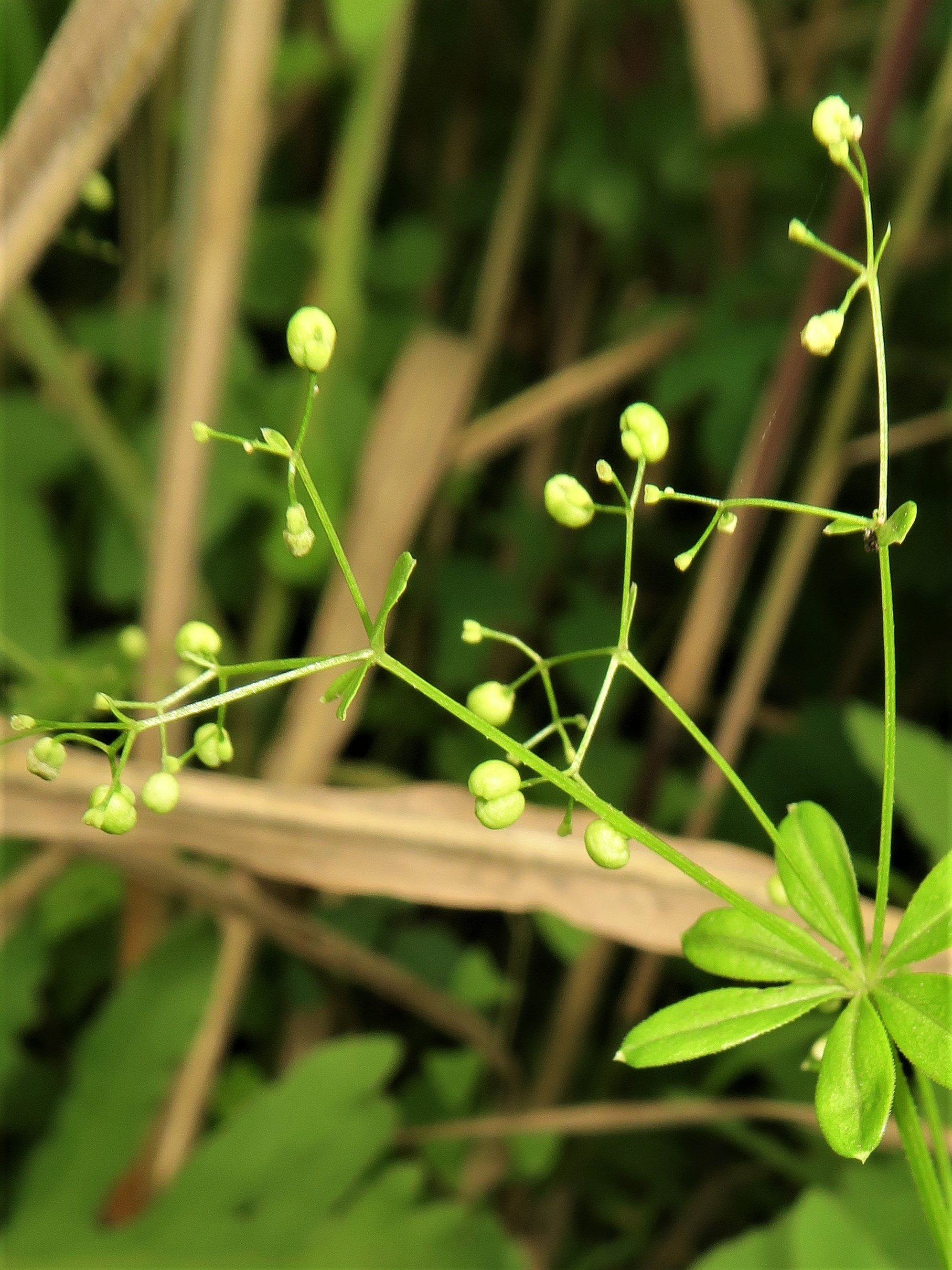
果実は2個の分果からなり、表面は平滑無毛になる。
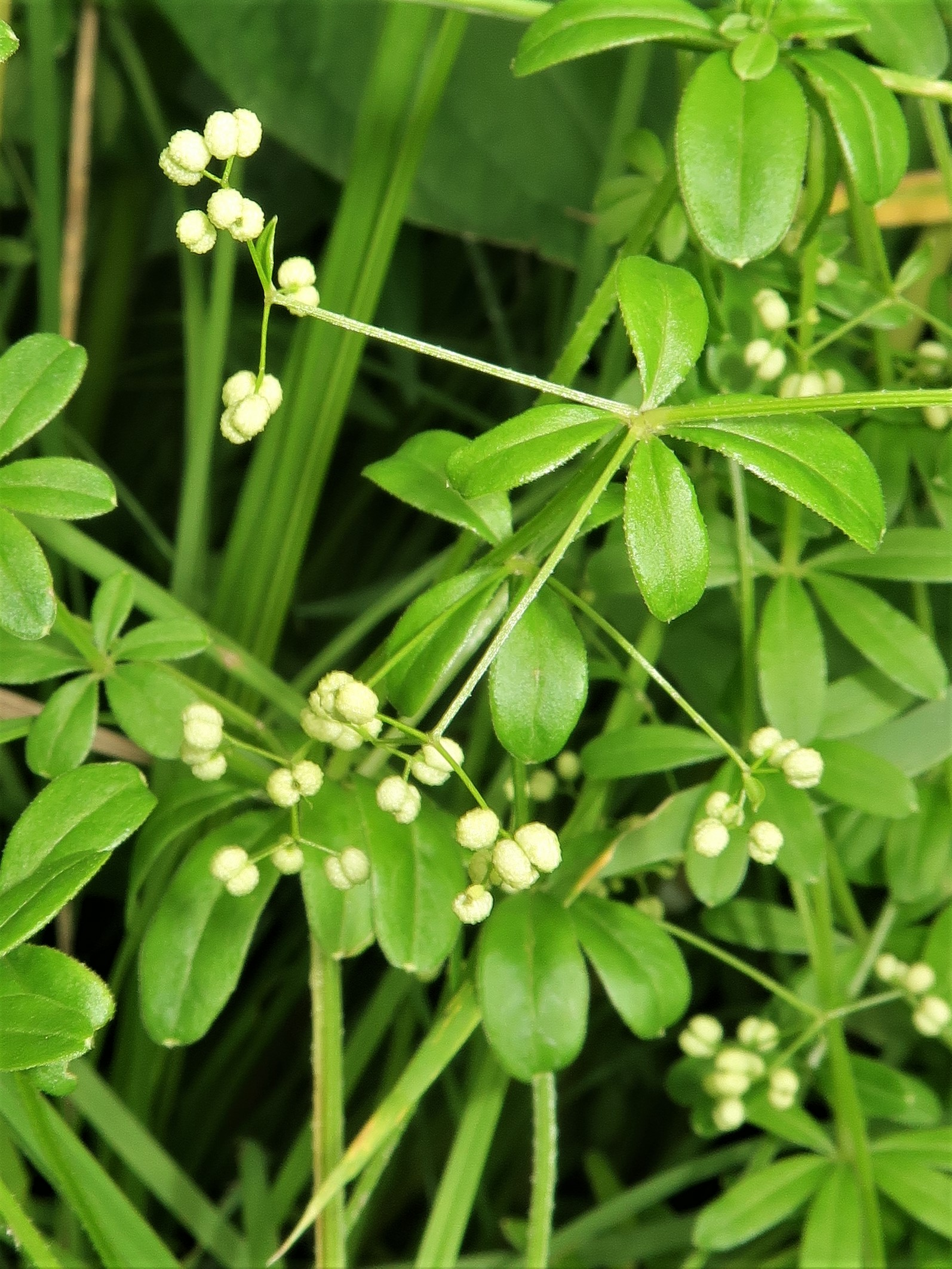
この個体の果実の表面には微突起がある。